# Рут (роман)

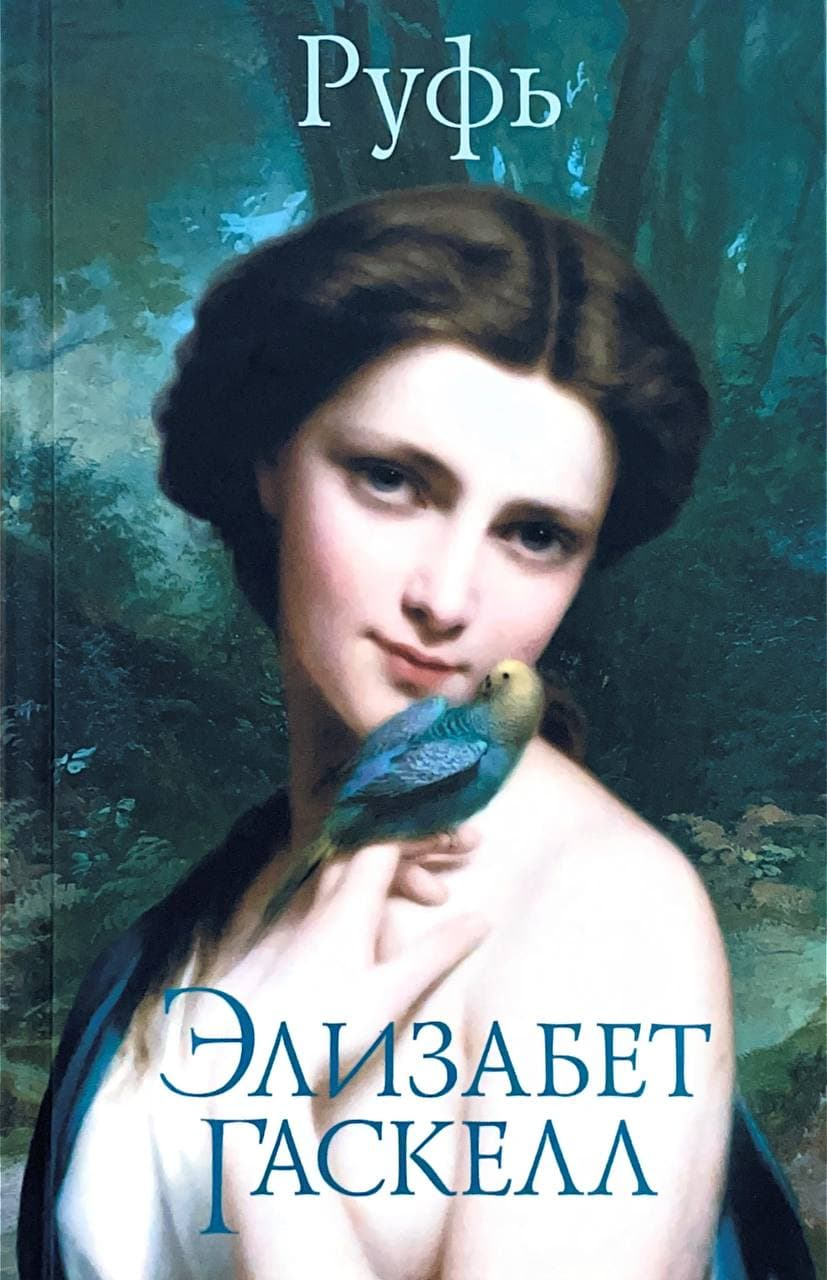
Книга видавництва "Клуб сімейного дозвілля"

Рут — роман, написаний англійською письменницею вікторіанської епохи Елізабет Гаскелл. Вперше опублікований в 1853 році.

## Сюжет
Рут — молода дівчина-сирота, яка працює в майстерні одягу місіс Мейсон. Її обирають для того, щоб піти на бал шити сукні. На балу вона зустрічає аристократа Генрі Беллінгема, який миттєво їй сподобався. Вони зав'язують таємні стосунки; Беллінгем захворів на хворобу, яка перебігала з гарячкою, і готель кличе його матір, яка приїжджає і відчуває огиду від того, що її син жив у гріху з Рут. Мати вмовляє Беллінгема кинути Рут в Уельсі, залишивши їй трохи грошей.
Розгублена Рут намагається покінчити життя самогубством, але її помічає містер Бенсон, який допомагає встати на ноги. Коли він дізнається про її минуле і про те, що вона одна, повертає її до свого рідного міста та грізної, але доброї сестри Фейт. Дізнавшись, що Рут вагітна, вони вирішують збрехати місту і стверджують, що вона вдова на ім'я місіс Денбі, щоб захистити її від суспільства.
У Рут народжується дитина, яку вона називає Леонардом. Багатий місцевий бізнесмен містер Бредшоу захоплюється Рут і наймає її гувернанткою для своїх дітей, у тому числі, своєї старшої дочки Джемайми, яка вражена красунею Рут. Вона їде з Бредшоу в будинок на узбережжі, поки один із дітей містера Бредшоу одужує після тривалої хвороби. Містер Бредшоу приводить містера Донна, якого він спонсорує, щоб стати їхнім місцевим депутатом, на узбережжя, щоб справити на нього враження. Рут взнає, що містер Донн насправді є містером Беллінгемом. Він пропонує одружитися дівчині, та Рут відмовляє.
З місцевих пліток Джемайма дізнається про минуле Рут, хоча вона все ще не знає, що батько Леонарда —містер Донн. Містер Бредшоу також дізнається з місцевих пліток, що Рут — занепала жінка. Незважаючи на пристрасний захист Джемаймою, Рут виганяють із дому та звільняють. Рут повертається додому і повинна показати Леонарду, що він насправді народженний незаконно; він спустошений і соромиться цієї новини. Рут йде до бідних, щоб працювати медсестрою, і здобуває там добру репутацію, завдяки чому Леонард знову пишається своєю матір'ю і відновлює їхні взаємини.
Рут змушена залишити свою роботу, оскільки довкола панує гарячка. Місцевий лікар пропонує спонсорувати навчання Леонарда в хорошій школі, а Фаркуари пропонують піти на відпочинок із Рут і Леонардом. Однак, перш ніж Рут ухвалила рішення, вона чує, що містер Донн дуже хворий. Вона довіряє лікарю правду про те, ким насправді є містер Донн, і йде до нього. Він марить і не впізнає її, але вона доглядає за ним. Невдовзі Рут захворіває і помирає. На похороні багато бідних, яких доглядала Рут, хвалять її, а каплиця повна людей, які любили Рут, незважаючи на те, що вона була занепалою жінкою. Містер Донн приходить до будинку містера Бенсона і бачить Рут мертвою. Він на мить сумний і пропонує гроші містеру Бенсону, який розуміє, хто цей чоловік, і викидає його з дому.
Роман закінчується тим, що містер Бредшоу знаходить заплаканого Леонарда на могилі своєї матері, якого він веде додому до містера Бенсона, і відновлює свою дружбу з містером Бенсоном, усвідомлюючи, що як член суспільства, яке принижувало Рут, він також несе відповідальність за її смерть.

## Герої
- Рут Хілтон — головна героїня. Пізніше названа місіс Денбі.
- Генрі Беллінгем — коханець Рут. Змінює своє ім'я на містер Донн.
- Леонард — позашлюбний син Рут.
- Містер Бенсон — міністр, який приймає Рут.
- Міс Бенсон — сестра містера Бенсона.
- Містер Бредшоу — роботодавець Рут. Місцевий бізнесмен.
- Джемайма Бредшоу — подруга Рут. Дочка містера Бредшоу.
- Пан Фаркуар — діловий партнер пана Бредшоу. Пізніше чоловік Джемайми.

## Літературне значення
«Рут» була сприйнята неоднозначно критиками. Як твір, у якому відверто йшлося про спокусу та незаконність, він неминуче викликав суперечки: Гаскелл повідомила, що це була «заборонена книга» в її власному домі, що друзі висловили «глибокий жаль» про її публікацію і що двоє знайомих спалили свої примірники. З іншого боку, деякі рецензенти скаржилися, що Гаскелл змалювала Рут як занадто пасивну жертву досягнень Беллінгема, уникаючи питання про власні почуття Рут. Гаскелл наповнила історію такою кількістю пом'якшуючих обставин, що Рут навряд чи здавалася репрезентативним прикладом «занепалої жінки».
«Рут» — один із кількох британських та американських романів 19-го століття, у яких «занепала жінка» з позашлюбною дитиною - головна героїня. Його можна порівняти з романом Натаніеля Готорна «Червона літера» (1850), опублікованим лише кількома роками раніше, і багато в чому він випереджає роман Томаса Гарді «Тесс з д'Ербервілів» (1891). Рут, як і Тесс, — дівчина з робітничого класу, яка відрізняється від однолітків як незвичайною чутливістю, так і сексуальною неосвіченістю. Але ставлення Гаскелл до своєї героїні дещо відрізняється від Гарді тим, що вона підкреслює провину, жаль і боротьбу Рут за спокутування її гріха, тоді як Харді менш схильний розглядати Тесс як грішницю.